# Osmaniye

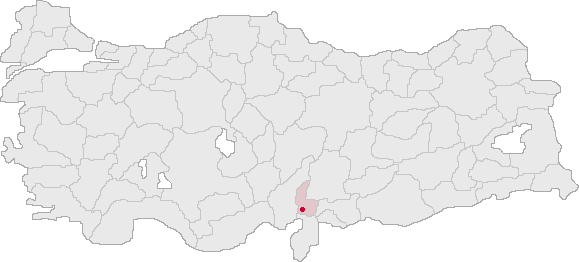
Współczesna turecka prowincja Osmaniye

Osmaniye – miasto w Turcji, stolica prowincji Osmaniye.
Według danych na rok 2000 miasto zamieszkiwało 173 977 osób.